# Neurotipico
Il termine neurotipico, una forma abbreviata per  neurologicamente tipico, è un neologismo nato in seno alla comunità autistica per identificare le persone che non sono nello spettro autistico, per poi estendersi alle persone in generale non neurodiverse; è derivato dalla corrispondente parola inglese neurotypical.
L'espressione "neurotipico" viene utilizzata per indicare chiunque non abbia una condizione neurologica atipica. Con "condizione neurologica atipica" si fa riferimento alla condizione delle persone che hanno uno sviluppo cerebrale differente e che rientrano in condizioni quali autismo, disturbi specifici dell'apprendimento, disprassia, sindrome di Tourette, disabilità intellettiva, plusdotazione e/o ADHD (o altre situazioni non elencate).
Per il carattere neutro, che non implica giudizi di valore, le traduzioni del vocabolo nelle varie lingue sono state quindi adottate sia dai movimenti di difesa della neurodiversità che dalla comunità scientifica. La National Autistic Society, nel Regno Unito, raccomanda ai giornalisti l'uso del termine neurotypical.
Talvolta neurotipico è utilizzato anche in contrapposizione a neurodivergente (sinonimo di neurodiverso), al fine di evidenziare similitudini e differenze tra i due "gruppi" di popolazione.